# ГЕС Сілдвік
ГЕС Сілдвік – гідроелектростанція у північній частині Норвегії за півтора десятки кілометрів на схід від Нарвіку. Використовує ресурс зі сточища кількох річок, котрі впадають до заток великого фіорду Ofotfjorden.
В межах проекту річку Indre Sildvikelva (тече до Rombaken – самої східної затоки Ofotfjorden) створили водосховище Inner-Sildvikvatnet. Ця водойма з площею поверхні 2,3 км2 має корисний об’єм 94,9 млн м3, що забезпечується коливанням рівня між позначками 620 та 680 метрів НРМ. При цьому значна частина коливань відбувається за рахунок здреновування нижче від природного рівня, котрий становив 654 метра НРМ.
Окрім власного стоку сюди перекидається додатковий ресурс зі сточища річки Rombakselva, котра впадає до Rombaken дещо на схід від устя Indre Sildvikelva. Основним елементом водозбірної системи тут є тунель довжиною біля 7 км, який послідовно сполучений з водозаборами на Dallajohka, bekk fra Suolojavr (праві притоки Rombakselva) та самій Rombakselva. Крім того, канал довжиною лише кілька сотень метрів подає ресурс із bekk fra Raudtinvatnet, лівої притоки Rombakselva.
Із Inner-Sildvikvatnet у північно-західному напрямку прямує головний дериваційний тунель довжиною біля 2 км. До нього приєднується бічний тунель довжиною біля 5,5 км, який починається від водозабору на озері Klubbvatnet, котре відноситься до течії річки Stubblielva, правої притоки Lakselva (впадає до Beisfjorden, який відгалужується від Ofotfjorden у порту Нарвіку). Також цей тунель може подавати додатковий ресурс із bekk fra Blaisvatnet та bekk fra Aksla, правих приток Ytre Sildvikelva, яка впадає до Rombaken трохи західніше за Indre Sildvikelva.
Основне обладнання станції становить одна турбіна типу Пелтон потужністю 65 МВт, яка використовує напір у 660 метрів та забезпечує виробництво 247 млн кВт-год електроенергії на рік.
Відпрацьована вода по відвідному тунелю довжиною біля 1,5 км потрапляє до згаданого вище Rombaken.